# Френсіс Гальтон
Фре́нсіс Га́льтон (англ. Francis Galton; /ˈɡɔːltən/,\; 16 лютого 1822 — 17 січня 1911) — англійський антрополог, географ, статистик, соціолог і психолог.

## Біографія
Народився в Бірмінгемі в Англії. Був двоюрідним братом Чарльза Дарвіна по їхньому дідові – Еразмові Дарвіну. Його батьком був Самюель Тертіус Гальтон (англ. Samuel Tertius Galton), син Самюеля Гальтона. Сім'я Гальтонів була відомою та досить успішною у сфері виготовлення зброї та банкірській справі, в той час як Дарвіни були відомі в галузях медицини і науки. Обидва ці сімейства могли похвалитися тим, що їхні представники були членами Лондонського королівського товариства, яке в майбутньому стало британським еквівалентом Академії наук, і любили винаходити у вільний час. Еразм Дарвін і Самюель Гальтон були засновники знаменитого Місячного товариства Бірмінгема, серед членів якого були: Маттью Болтон, Джеймс Ватт, Джозая Ведвуд, Джозеф Прістлі й інші видатні вчені та підприємці. Також обидва сімейства могли похвалитись літературними талантами: Еразмусом Дарвіном, відомим завдяки створенню довгих технічних трактатів (підручників) у віршованій формі, і тіткою Мері Анн Шіммелпеннінк (англ. Mary Anne Schimmelpenninck). Тітка Мері відома завдяки роботам з естетики та релігії й її знаменитій автобіографії, докладно описує унікальне оточення її дитинства, що складається з членів Місячного товариства.
Гальтон рано виявив обдарованість — у півтора році знав усі літери алфавіту, самостійно читав з двох з половиною років, писав з трьох років.
З 1838 року навчається медицині в Бірмінгемському госпіталі, в 1839 році в Кінгс-коледжі Лондона на медичному відділенні.
У 1840 році вступив у Кембриджський університет (Триніті-коледж) для занять математикою та природничими науками.
У 1844 році помер батько, Френсіс не завершив медичну освіту та все життя присвятив науковій діяльності. У 1849 році публікує перше наукове повідомлення, присвячене розробці друкованого телеграфу — телетайпа. Багато подорожував, зосібна з експедиціями по Близькому Сходу та південній Африці.
У 1854 отримав золоту медаль Географічного товариства за звіт про африканську подорож. З 1856 року — член Королівського товариства.
З кінця 1850-х займається кліматологією та метеорологією. Публікує роботу про клімат Занзібару. Першим починає випускати метеорологічні карти Європи. Відкриває феномен антициклону. Після виходу книги «Походження видів» свого двоюрідного брата Чарльза Дарвіна став біологом.
У 1860-ті розробляє проблему успадкування різних ознак у людини та тварин.
У 1869 році книга «Спадковий геній» — вінець наукової роботи одного з періодів його творчості. Наприкінці 1870-х розробляє методологію психометричних досліджень. Публікує безліч статей, винаходить перші прилади для психометричних дослідів. У 1884 на Міжнародній виставці охорони здоров'я в Кенсінгтоні відкриває першу в світі антропометричну лабораторію. Розробляє методику складових портретів.
У 1892 році монографія про відбитки пальців Finger prints підводить підсумок дослідженням у цій галузі і закладає основні принципи дерматогліфіки. Займається біологічної статистикою, першим запропонував те, як обчислити коефіцієнт кореляції. Запропонував закон регресії спадкових ознак. В останні роки життя займався розробкою основних положень науки євгеніки про створення ідеальної з усякого погляду людини.

## Наукові зацікавлення
- Генетика;
- Психологія;
- Акустика;
- Дактилоскопія;
- Євгеніка.

## Основні публікації
- Galton, F. (1869/1892/1962). Hereditary Genius: An Inquiry into its Laws and Consequences. Macmillan/Fontana, London;
- Galton, F. (1883/1907/1973). Inquiries into Human Faculty and its Development. AMS Press, New York;
- 1855 книги «Мистецтво подорожувати» і «Нотатки про сучасну географії»;
- 1864 книга «Путівник по Швейцарії»;
- 1865 статті «Спадковий талант і характер», «Перші кроки в напрямку до одомашнення тварин»;
- 1872 стаття «Стадність у корів і людини»;
- 1892 монографія Finger prints.

## Вшанування
Рід рослин Гальтонія названо на честь Френсіса Гальтона.